# 仲西環
仲西 環（なかにし たまき、1976年2月13日 - 2020年3月14日）は、日本の声優、舞台女優。沖縄県出身。81プロデュース最終所属。

## 人物
- 2000年11月28日から2002年3月31日まではユニット「あっぷ・だうん・えんじぇるず」（木村まどか、北原美和、佐藤里真）として活動していた。
- 小松茜、大笹絵里とともに演劇ユニット「Carne」（カルネ）を結成、舞台活動にも力を入れていた。
- 2001年の誕生日から、「永遠の19歳」を自称している[4]。好きな色はピンク、赤。
- 猫をこよなく愛する[4]。
- 以前から病気療養中だったが、2020年3月14日に死去したことが所属事務所から発表された[6]。44歳没。

## 後任
仲西の死後、持ち役を引き継いだ人物は以下のり。
| 後任     | 役名                | 概要作品             | 後任の初担当作品                             |
| -------- | ------------------- | -------------------- | -------------------------------------------- |
| 金田朋子 | カーバンクル        | 「ぷよぷよシリーズ」 | 『ぷよぷよ!!クエスト』2020年12月10日更新以降 |
| 蓮田美紀 | ユウちゃん&レイくん | 「ぷよぷよシリーズ」 | 『ぷよぷよテトリス2』                        |

## 出演
太字はメインキャラクター。

### テレビアニメ
2000年
- グラビテーション（女子高生B）
- だぁ!だぁ!だぁ!（生徒）

2001年
- 新白雪姫伝説プリーティア（新）

2003年
- 明日のナージャ（ガールフレンド）
- GAD GUARD（真田サツキ）
- .hack//黄昏の腕輪伝説（隼人、プリプチ）
- とっとこハム太郎（ニキ1）
- HAPPY★LESSON ADVANCE（九龍ながつき）

2004年
- 今日からマ王!（ラザニア、少年）
- 蒼穹のファフナー（2004年 - 2015年、皆城乙姫、皆城織姫）- 2シリーズ
- tactics（影女）
- 冒険王ビィト（ルィーザ）
- 妄想代理人（女子高生）
- ゆめりあ（ねねこ）

2005年
- IGPX（ファンの女の子）
- ガラスの仮面（奥井）
- LOVELESS（女生徒）

2006年
- 出ましたっ!パワパフガールズZ（アイスクリーム屋の娘）
- ぽかぽか森のラスカル（ラスカル）
- ラブゲッCHU 〜ミラクル声優白書〜（徹柳黒子）
- 錬金3級 まじかる?ぽか〜ん（女性）

2007年
- D.Gray-man（少年）
- PRISM ARK（エテ）

2008年
- かのこん（七々尾藍）

2012年
- アクセル・ワールド（安里琉花 / ラグーン・ドルフィン）

### 劇場アニメ
- 蒼穹のファフナー HEAVEN AND EARTH（2010年、皆城乙姫[11]）

### OVA
- フロム I"s アイズ 〜もうひとつの夏の物語〜（2002年、秋葉いつき）
- Memories Off 2nd（2003年、飛世巴[12]）
- 今日からマ王! R（2007年、ラザニア）
- やなせたかしメルヘン劇場 ほしのこルンダ（2008年、カニコ）
- かのこん〜真夏の大謝肉祭〜（2009年、七々尾藍）
- 蒼穹のファフナー THE BEYOND（2019年、フロロ）

### Webアニメ
- The King of Fighters: Another Day（2005年、女の子）

### ゲーム
2000年
- 冒険時代活劇ゴエモン（トンガリ）

2001年
- がんばれゴエモン〜大江戸大回転〜（おみっちゃん）
- Memories Off 2nd（飛世巴）

2002年
- 神機世界エヴォルシア（リニア・キャノン）
- My Merry May - 友情出演

2003年
- ぷよぷよフィーバー（ユウちゃん、カーバンクル）
- Memories Off Duet（飛世巴）
- メモオフみっくす（飛世巴）
- ゆめりあ（ねねこ）

2005年
- ぷよぷよフィーバー2（ユウちゃん&レイくん、カーバンクル）
- Memories Off After Rain Vol.1、2（飛世巴）
- My Merry May with be
- Rune Princess（シャンシャン・フーロンシェ）

2006年
- ぷよぷよ! Puyopuyo 15th anniversary（ユウちゃん&レイくん、カーバンクル）

2007年
- 今日からマ王! 眞マ国の休日（ラザニア）

2008年
- かのこん えすいー（七々尾藍）

2009年
- ぷよぷよ7（カーバンクル）

2011年
- ぷよぷよ!! Puyopuyo 20th anniversary（ユウちゃん&レイくん、カーバンクル）

2012年
- PROJECT X ZONE（ねねこ）

2014年
- ぷよぷよ!!クエスト（2014年 - 2019年、カーバンクル〈初代〉、ユウちゃん&レイくん、セリティ）
- ぷよぷよテトリス（カーバンクル、ユウちゃん&レイくん）

2016年
- ぷよぷよクロニクル（カーバンクル、ユウちゃん&レイくん）

2017年
- 天華百剣 -斬-（治金丸）

2018年
- JUDGE EYES:死神の遺言（ぷよぷよ）

### ドラマCD
2001年
- メモリーズオフ シリーズ（2001年 - 2004年、飛世巴）
  - Bridge（2001年）
  - Vol.3 巴のおしゃべり&クリーニング（2002年）
  - 想い出のパルティータ（2004年）

2002年
- BUDDY♥PARTY! Part1 - 6（レン・クギハラ / 久木原恋）

2003年
- ホットギミック（成田初）※「Betsucomi」2003年2月号応募者全員サービス

2004年
- Rune Princess イメージアルバム Vol.1（シャンシャン・フーロンシェ）

2005年
- FAFNER in the azure -NOW HERE- 蒼穹のファフナー BGM&ドラマアルバム II（皆城乙姫）

2007年
- コーセルテルの竜術士物語 シリーズ（2007年 - 2016年、カータ）
  - コーセルテルの竜術士物語（2007年）
  - コーセルテルの竜術士物語2（2008年）
  - コーセルテルの竜術士 ドラマCDブック（2016年）

2008年
- TVアニメ『かのこん』ドラマCD〜今日は記念日？ちずると耕太の初デート〜（七々尾藍）

2009年
- 今様天狗綺譚 BLACK BIRD（太郎）
- 妄想列島☆青春編〜地方の時代がやってきた！〜（上野かほる）

2012年
- ドラマCD「ぷよぷよ」Vol.1 - 3、5（2012年 - 2014年、カーバンクル、ユウちゃん＆レイくん）

### 吹き替え
- チャーリーと14人のキッズ（2003年）
- CSI:マイアミ2（2004年）
- ボブとはたらくブーブーズ（2005年、サムジー）

### ラジオ
- みずたまメモリーズ→みずたま拡大計画→みずたまフレンズ（2001年 - 2002年、ラジオ日本→文化放送）
- ゆめりあ夢気分R-side（2003年 - 2004年、文化放送→BSQR489）
- 飯塚雅弓のMEGA-TONスマイル（2003年 - 2004年、ラジオ大阪）- アシスタント

### 舞台
- 嵐になるまで待って

### その他
- ハッピー! クラッピー（ラスカルの声）

### 映像商品
- メモオフ・ファーストコンサート（2002年3月20日）
- メモオフ・セカンドコンサート コンプリートDVD（2003年3月28日）

## ディスコグラフィ

### キャラクターソング
| 発売日   | 商品名                                                            | 歌                                       | 楽曲                                                     | 備考                                 |
| 2001年   | 2001年                                                            | 2001年                                   | 2001年                                                   | 2001年                               |
| -------- | ----------------------------------------------------------------- | ---------------------------------------- | -------------------------------------------------------- | ------------------------------------ |
| 12月5日  | メモリーズオフ2nd・ミニアルバム・コレクションVol.3 砂に落とした涙 | 飛世巴（仲西環）                         | 「砂に落とした涙」                                       | ゲーム『Memories Off 2nd』関連曲     |
| 2002年   |                                                                   |                                          |                                                          |                                      |
| 5月9日   | みんなでつくるメモオフCD!!                                        | 飛世巴（仲西環）                         | 「冷たい太陽」                                           | ゲーム『Memories Off 2nd』関連曲     |
| 5月9日   | みんなでつくるメモオフCD!!                                        | メモオフ2ndメンバー                      | 「浜咲学園校歌斉唱」                                     | ゲーム『Memories Off 2nd』関連曲     |
| 5月9日   | みんなでつくるメモオフCD!!                                        | 1st&2ndメンバー全15人                    | 「雨のち想い出」                                         | ゲーム『Memories Offシリーズ』関連曲 |
| 2003年   |                                                                   |                                          |                                                          |                                      |
| 7月16日  | KID MUSIC MUSEUM VOL.1                                            | M-flap                                   | 「夏が終わるまでに」                                     |                                      |
| 2004年   |                                                                   |                                          |                                                          |                                      |
| 6月23日  | Rune Princess Vocal Album                                         | シャンシャン・フーロンシェ（仲西環）     | 「ふんわりめしませ」                                     | 『ルーンプリンセス』関連曲           |
| 10月20日 | ゆめりあ ボーカル・コレクション                                   | ねねこ（仲西環）                         | 「カモ〜ン ダーリン!!」 「ねねこの真実」                 | テレビアニメ『ゆめりあ』関連曲       |
| 2006年   |                                                                   |                                          |                                                          |                                      |
| 4月7日   | みんなでつくるメモオフCD!! Season3                                | みんな&みんな                            | 「紙ヒコーキの旅（メモオフバレンタインコンサートLive）」 | ゲーム『Memories Offシリーズ』関連曲 |
| 2009年   |                                                                   |                                          |                                                          |                                      |
| 3月25日  | かのこん・ないすばでぃ                                            | 七々尾蓮（門脇舞以）、七々尾藍（仲西環） | 「Pure my heart」                                        | テレビアニメ『かのこん』関連曲       |
| 2013年   |                                                                   |                                          |                                                          |                                      |
| 11月14日 | ぷよぷよ ヴォーカルトラックス Vol.2                               | ユウちゃん&レイくん（仲西環）            | 「アナタもわたしも楽しくユウレイ！」                     | ゲーム『ぷよぷよ』関連曲             |
| 2015年   |                                                                   |                                          |                                                          |                                      |
| 11月26日 | ぷよぷよ ヴォーカルトラックス Vol.3                               | カーバンクル（仲西環）                   | 「時空を超えて久しぶり！ カーバンクルバージョン」        | ゲーム『ぷよぷよ』関連曲             |

### その他参加楽曲
| 発売日         | 商品名                                                            | 歌 | 楽曲                               | 備考                                       |
| -------------- | ----------------------------------------------------------------- | --- | ---------------------------------- | ------------------------------------------ |
| 2002年2月20日  | メモオフ・ファーストコンサートALBUM〜表も裏も完全ノーカット版！〜 | 間島淳司、山本麻里安、那須めぐみ、田村ゆかり、浅野るり、河合久美、利田優子、水樹奈々、菊池志穂、池澤春菜、仲西環、千葉紗子、南里侑香、小尾元政、REMI、KAORI | 「MEMORIE I・N・G（Live）」        | ゲーム『Memories Offシリーズ』関連曲       |
| 2003年12月17日 | 24時間あいしてる                                                  | 有島モユ、仲西環 | 「24時間あいしてる」               | テレビアニメ『ゆめりあ』オープニングテーマ |
| 2004年2月20日  | 飯塚雅弓のMEGA-TONスマイル! ABCD                                  | MATAN | 「オメガネニカナイタイ」           | ラジオ『飯塚雅弓のMEGA-TONスマイル』関連曲 |
| 2004年6月20日  | メガスマ缶                                                        | MATAN | 「またまたのうた〜サマータイム〜」 | ラジオ『飯塚雅弓のMEGA-TONスマイル』関連曲 |

### 未音源化楽曲
| 発表時期 | 楽曲                           | 歌            | 備考                                               |
| -------- | ------------------------------ | ------------- | -------------------------------------------------- |
| 2002年   | 「メタルガン・スリンガー」     | Billy's Angel | ゲーム『メタルガン・スリンガー』オープニングテーマ |
| 2002年   | 「RADIANT 〜ビリーのテーマ〜」 | Billy's Angel | ゲーム『メタルガン・スリンガー』エンディングテーマ |

### ユニットメンバー
1. ↑  荷嶋音緒（清水愛）、飛世巴（仲西環）、双海詩音（利田優子）
2. ↑  彩音、河合久美、那須めぐみ、山本麻里安、松来未祐、仲西環、村田あゆみ、菊池志穂、野川さくら、こやまきみこ、桑谷夏子、井ノ上奈々、KAORI、森久保祥太郎、間島淳司、池澤春菜
3. ↑  飯塚雅弓、仲西環
4. ↑  仲西環、那須めぐみ、相沢あすか